# Holl János
Holl János (Budapest, 1935. december 30. – Budapest, 2023. június 6. vagy előtte) magyar színész.

## Életpályája

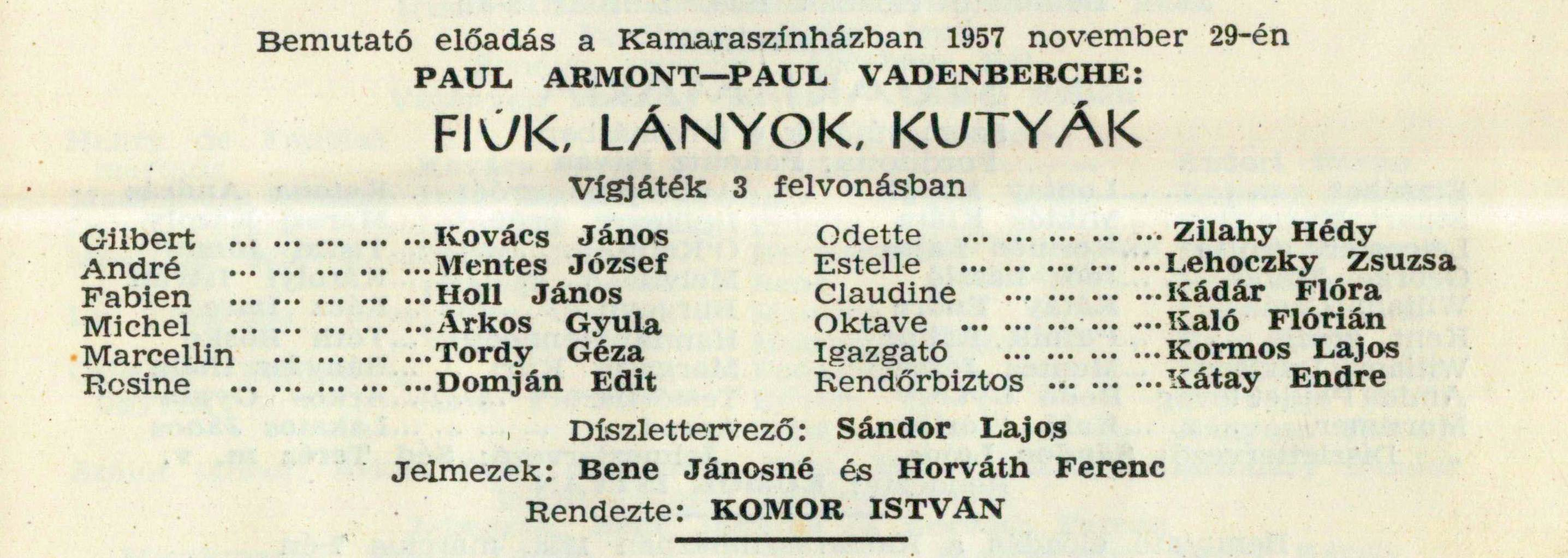
Bemutató előadás a szegedi Kamaraszínházban 1957. november 29-én

A Magyar Színházban és az Ifjúsági Színházban mint gyermekszínész játszott 1949 és 1952 között, 1952-től 1954-ig pedig a Magyar Néphadsereg Színházában szerepelt. 1954-1957 között a Színház- és Filmművészeti Főiskola hallgatója volt. 
1957-1959 között a Szegedi Nemzeti Színházban játszott. 1959-1965 között a kaposvári Csiky Gergely Színház színésze volt. 
1965-1990 között az Állami Déryné Színház, valamint a Népszínház tagja volt. 1990 óta a Budapesti Kamaraszínházban játszott.
Felesége Illyés Mari színésznő volt, aki 2018-ban hunyt el. Testvére Holl István színész.

## Színházi szerepei
| - Raszkin: Filmcsillag....Első pionir - Gorbatov: Az apák ifjúsága....Jefimcsik - Szurov: Sérelem....Pjotr - Osztrovszkij: Az acélt megedzik....3. komszomolista - Szász Péter: Két találkozás....Joe - Vajda István: Szibériai rapszódia....Szenyka - Vajda-Kovács: Újpesti lány....Jancsi - Brecht: Jó embert keresünk....Az unokaöcs - Tolsztoj: Élő holttest....Zenész - Molnár-Karinthy-Békefi-Kellér-Heltai-József-Darvas-Móra: A nagy nő.... - Armont-Vandenberghe: Fiúk, lányok, kutyák....Fabien - Schönthan: A Szabin nők elrablása....Kobak; Bányai Márton - Sebastian: Névtelen csillag....Ichim - Grünwald-Löhner-Beda: Bál a Savoyban....René - Dékány-Baróti: Dankó Pista....Máté - William Shakespeare: Lear király....Szolga - Baróti Géza: Juvenália (Tihanyi visszhang)....Kazek - Brammer-Grünwald: Montmartre-i ibolya....Florimond - Martos-Bródy: Sybill....2. szárnysegéd - Szigligeti Ede: Párizsi vendég....Bandi - Shaw: Pygmalion....Freddy - Kállai István: Majd a papa....Tolmács - Bródy Sándor: A tanítónő....John - Szűcs-Szenes: Elveszem a feleségem....Balázs - Darvas József: Kormos ég....Laci - Sartre: A tisztességtudó utcalány....Jimmy - Tabi László: Különleges világnap....Poharas - Bojcsuk-Imre: Üzlet az udvarban...Lali - Kertész Imre: Bekopog a szerelem....Öcsi - Willner-Reichert: Három a kislány....Brunéder András - Lavrenyov: Amerika hangja....Parkins - Bodansky-Willner: Cigányszerelem....Laci - Mikszáth Kálmán: A Szelistyei asszonyok....Bánfy - Zoltán Pál: Gabriel Pat....Ardói Lukács Dénes - Brecht: Svejk a második világháborúban....Müller I. SS katona; Tábori lelkész - William Shakespeare: Romeo és Júlia....Mercutio - Brammer-Grünwald: Cirkuszhercegnő....Slukk Tóni - Visnyevszkij: Optimista tragédia....Rekedt - Mesterházi Lajos: A tizenegyedik parancsolat....Jóska - Gáspár Margit: Hamletnek nincs igaza....Gabi - Dunai Ferenc: A nadrág....Seress Laci - Háray Ferenc: Aladdin és a csodalámpa....Aladdin - Karvas: Antigoné és a többiek....Jozef Hajman - Merle: Korinthoszban többé nem hal meg senki....Melchedes - Jókai Mór: A kőszívű ember fiai....Baradlay Jenő - Szilágyi László: Mária főhadnagy....Csajághy - Schiller: Stuart Mária....Aubespine gróf - Brammer-Grünwald: Sztambul rózsája....Hoteligazgató - Háray Ferenc: Kőszív....Szénégető Péter - Arbuzov: Egy szerelem története (Irkutszki történet)....Rogyik; Becsípett férfi; Munkás - Shaw: Szent Johanna....De Courcelles - William Shakespeare: Antonius és Cleopatra....Proculeius - Schanzer-Wellisch: Az ördöglovas....Sedlnitzky - Mrożek: Nyílt tenger....Lakáj | - Gergely Sándor: Vitézek és hősök....Bokor - Martos Ferenc: Gül Baba....Mujkó - Hámori Tibor: Oké Mister Kovács... - Mikszáth Kálmán: Szent Péter esernyője....Dr. Wibra György - Camoletti: Leszállás Párizsban....Robert - Bárány Tamás: Nem születtem grófnak....Füge Jani - Gorin-Arkanov: Világraszóló lakodalom....Pali - Dávid Rózsa: Albérlő a fürdőkádban....Mester László állatorvostan hallgató - Barillet-Grédy: A kaktusz virága....Julien - William Shakespeare: Szentivánéji álom....Vackor - Örsi Ferenc: Princ, a civil....Kocka - Török Tamás: Ludas Matyi-fantázia.... - Petőfi Sándor: A helység kalapácsa....Fejenagy - Gárdonyi Géza: A bor....Kátsa - Papp István: Árgyilus királyfi....Tilinkó - Kisfaludy Károly: Csalódások....Kényessy báró - Dimov: Elkárhozottak....Jack; Gonzalo - Tordon Ákos Miklós: Skatulyácska királykisasszony....Gitáros - Ajtmatov: A versenyló halála.... - Örkény István: Macskajáték....Józsi - Molnár Ferenc: Liliom....Linzmann - Marsak: A bűvös erdő....A professzor - Hašek: Svejk....Korcsmáros - Beecher-Stowe-Brustein: Tamás bátya kunyhója....Tamás bátya - Tersánszky Józsi Jenő: Kakuk Marci szerencséje.... - Szőnyi-László: Csinn-bumm cirkusz.... - Csurka István: Az idő vasfoga....Bimbi - Lázár Ervin: A hétfejű tündér....Bruckner Siegfried - Kiriţescu: Szarkafészek....Georges - Szekernyés László: Trón alatt a király...Kormos Karmos - Kertész Ákos: Névnap....Varga Lehus - Alaszakov: Mese a tűzpiros virágról....Anton szolga - Szakonyi Károly: Hongkongi paróka....II. munkás - Carlo Goldoni: Bugrisok....Lunardo - Köves József: Nyakigláb, Csupaháj, Málészáj....Öregember - Illyés Gyula: Tűvé tevők....Gazda - Ensikat: A brémai muzsikusok....Kutya - Marsall László: Sziporka és a sárkány....Király - Csurka István: Házmestersirató....Szász - Gyárfás Endre: Márkus mester visszatér....Márkus mester - Fésűs-Gebora: A csodálatos nyúlcipő....Drágajó nagyapa - Burgess: Mechanikus narancs....Börtönigazgató - Kyle: Zúzódás.... - William Shakespeare: Athéni Timon.... - Csemer Géza: Cigánykerék....Rácz Jozsó - Rideg Sándor: Indul a bakterház....Marhakereskedő - Brecht: Koldusopera....Kimball tiszteletes - Móricz Zsigmond: Nem élhetek muzsikaszó nélkül....Mircse - William Shakespeare: A makrancos hölgy....Szabó - Halász-Kristóf: Handa banda....Portás; Pedro; Tűzoltóparancsnok - William Shakespeare: Othello....Dózse - Sherman: Hajlam....Freddie bácsi - Katona József: Bánk bán '96....Myska bán - Csehov: Sirály (Madárkák)....Szorin - William Shakespeare: III. Richárd....IV. Edward - Hunyady Sándor: Feketeszárú cseresznye....Püspök |

## Filmjei
- 2008: Mázli
- 2006: A harag napja
- 2002: Ének a csodaszarvasról (hang)
- 1999: 6:3
- 1953: A harag napja
- 1952: Első fecskék

## Szinkronszerepei
- Cinecitta: Nando – Carlo Croccolo[5]
- Office: Creed – Creed Bratton